# Рафаель Кінтеро (стрибун у воду)
Рафаель Кінтеро (англ. Rafael Quintero, 24 липня 1994) — пуерториканський стрибун у воду. Учасник літніх Олімпійських ігор 2016, де у змаганнях зі стрибків з десятиметрової вишки посів 7-ме місце.